# Qualità dell'esperienza
La qualità dell'esperienza o più semplicemente QoE (dall'inglese Quality of Experience) è una misura di quanto l'utilizzo di un determinato servizio sia stato soddisfacente o fastidioso (ad es. la navigazione di un sito web, una telefonata, la visione di una trasmissione televisiva). La QoE si concentra sull'esperienza del servizio nella sua interezza; è un concetto olistico, simile al concetto dell'esperienza utente, ma che affonda le sue radici nel campo delle telecomunicazioni. La QoE è un campo multidisciplinare relativamente nuovo basato su psicologia sociale, scienze cognitive, economia e scienze ingegneristiche, incentrato sulla comprensione dei requisiti di qualità da parte dell'uomo.

## Definizione e concetti
Nel 2013, nell'ambito dell'evento QUALINET di COST Action, è stata formalizzata la seguente definizione per la QoE:
Il grado di soddisfazione o fastidio provato dall'utente di un'applicazione o di un servizio durante il suo utilizzo. Tale sensazione deriva dal rispetto delle sue aspettative in confronto all'utilità e/o al godimento dell'applicazione o del servizio alla luce della personalità dell'utente e del suo stato attuale.
Questa definizione è stata adottata nel 2016 dall' International Telecommunication Union nella raccomandazione ITU-T P.10. Precedentemente vi erano varie definizioni di QoE usate nel settore, ma la definizione sopra menzionata è ormai ampiamente accettata nella comunità.
Il concetto di QoE deriva storicamente da quello di qualità del servizio o QoS (dall'inglese Quality of Service), e tenta di misurare oggettivamente i parametri del servizio preso in esame (come ad esempio il tasso di perdita di pacchetti o il throughput medio). La misurazione della QoS nella maggior parte dei casi non è correlata all'utilizzo che l'utente fa del servizio, ma ai media trasmessi e a come questi vengono trattati dalla rete stessa. La QoE, invece, è una misura puramente soggettiva che esprime il punto di vista dell'utente relativamente alla qualità del servizio fornito nel suo complesso, catturando le esigenze estetiche ed edoniche delle persone.
La QoE analizza l'offerta di un produttore o di un fornitore di servizi dal punto di vista del cliente o dell'utente finale e si chiede: "Quale combinazione di beni, servizi e supporto pensi che ti darà la percezione che il prodotto nella sua interezza ti sta fornendo l'esperienza che desideravi e/o ti aspettavi?" Quindi si chiede: "È questo ciò che il produttore/fornitore ha effettivamente fornito?" In caso contrario, "Quali modifiche è necessario apportare al fine di migliorare la tua esperienza nel suo complesso?" In breve, la QoE fornisce una valutazione delle aspettative, dei sentimenti, delle percezioni, della cognizione e della soddisfazione umane rispetto a un particolare prodotto, servizio o applicazione.
La QoE rappresenta un modello dei bisogni dell'uomo per quanto riguarda la qualità, sia soggettiva che oggettiva, derivante dall'interazione di una persona con la tecnologia e con entità aziendali in un particolare contesto. Sebbene la QoE sia percepita come soggettiva, è una misura importante ed ha un valore per i clienti di un determinato servizio. Essere in grado di misurare la QoE in modo controllato, aiuta gli operatori a capire cosa potrebbe esserci di sbagliato nei loro servizi e come migliorarli.

## Elementi della QoE
La QoE si prefigge di prendere in considerazione tutti gli elementi che contribuiscono alla qualità percepita dall'utente nell'uso di un sistema o servizio. Ciò include fattori di sistema, umani e di contesto. Vengono elencati di seguito i cosiddetti "fattori di influenza" così come identificati e classificati da Reiter et al.: 
- Fattori umani
  - Elaborazione di basso livello (acuità visiva e uditiva, sesso, età, umore, etc.)
  - Elaborazione di alto livello (processi cognitivi, contesto socio-culturale ed economico, aspettative, bisogni e obiettivi, altri tratti caratteristici della personalità etc.)
- Fattori di sistema
  - Relativi al contenuto
  - Relativi al media (codifica, risoluzione, frequenza di campionamento, etc.)
  - Relativi alla rete (larghezza di banda, ritardo, jitter, etc)
  - Relativi al dispositivo (risoluzione dello schermo, dimensioni del display, ...)
- Fattori di contesto
  - Contesto fisico (posizione geografica e spazio circostante)
  - Contesto temporale (ora del giorno, frequenza di utilizzo, etc.)
  - Contesto sociale (relazioni interpersonali durante l'esperienza)
  - Contesto economico
  - Contesto dell'attività (multitasking, interruzioni, tipo di attività)
  - Contesto tecnico e informativo (relazione tra sistemi)

Gli studi nel campo della QoE tradizionalmente si sono concentrati sull'analisi dei fattori di sistema, principalmente per via del loro legame con gli studi sulla QoS e l'ingegneria di rete. Effettuando i test di QoE in laboratorio inoltre, i fattori di contesto vengono di fatto mantenuti costanti.

## Confronto tra QoE ed Esperienza Utente
Il concetto di QoE è fortemente correlato a quello dell'Esperienza Utente (dall'inglese User Experience, abbreviato UX) anche se si tratta di due concetti distinti; quest'ultima si concentra anche sulle esperienze degli utenti con i servizi. Storicamente, la QoE è emersa dalla ricerca nel campo delle telecomunicazioni, mentre l'UX ha le sue radici nell'interazione uomo-computer. Entrambi i campi possono essere considerati multidisciplinari. A differenza della UX, l'obiettivo di migliorare la QoE per gli utenti era maggiormente motivato da esigenze di natura economica.
Wechsung e De Moor hanno identificato le seguenti differenze chiave tra i due campi:
(cioè, un'alta QoE) in modo equo. 
|                           | QoE                                                                                             | UX                                                                                     |
| ------------------------- | ----------------------------------------------------------------------------------------------- | -------------------------------------------------------------------------------------- |
| Origini                   | Telecomunicazione                                                                               | Interazione umano-computer                                                             |
| Forza motrice             | Incentrato sulla tecnologia                                                                     | Incentrato sull'uomo                                                                   |
| Base teorica              | Approccio basati sulla misura e l'uso di strumentazione Mancanza storica di riferimenti teorici | Ricerca non basata sull'uso di strumentazione Background teorico in psicologia edonica |
| Misurazione e valutazione | Ricerca prevalentemente quantitativa Ricerca empirica- positivista                              | Metodi prevalentemente qualitativi Ricerca interpretativa e costruttivista             |
| Esperienza e percezioni   | Focus su "formazione di qualità" e percezione della qualità                                     | Concentrati sul concetto di "esperienza"                                               |

## Misura della QoE
La QoE è una metrica importante per il design dei sistemi ed i processi di ingegneria, poiché misura le prestazioni di tutti gli elementi coinvolti (end-to-end) nell'erogazione del servizio dal punto di vista dell'utente. Ciò è particolarmente rilevante per i servizi video perché, a causa delle loro elevate richieste in termini di traffico, delle prestazioni di rete scadenti possono influire notevolmente sull'esperienza dell'utente. Quindi, in fase di progezione dei sistemi, il valore atteso della QoE, viene spesso preso in considerazione, anche come metrica di riferimento del sistema e viene usata per la sua ottimizzazione.
Per misurare questa tipologia di QoE, è possibile utilizzare le valutazioni fatte da un insieme di persone. Il punteggio medio di opinione (indicato in letteratura con la sigla MOS, dall'inglese Mean Opinion Score) è una misura ampiamente utilizzata per valutare la qualità dei segnali multimediali. Il MOS è una forma limitata di misurazione della QoE, relativa ad un tipo di supporto multimediale specifico, in un ambiente controllato e senza tenere esplicitamente conto delle aspettative degli utenti. Il MOS è stato utilizzato come indicatore di qualità percepita per le comunicazioni audio e vocali, nonché per la valutazione della qualità dei segnali video, televisivi e multimediali trasmessi attraverso Internet e per la navigazione sul web. A causa delle limitazioni intrinseche nella misurazione della QoE tramite un singolo valore numerico, l'utilità del MOS è spesso dibattuta.
La valutazione soggettiva della qualità richiede un numero elevato di persone, risultando in un processo dispendioso in termini di tempo. I metodi di valutazione oggettivi possono fornire risultati di qualità più velocemente, ma richiedono risorse di calcolo dedicate. Poiché gli algoritmi per la misura della qualità video sono spesso sviluppati utilizzando un numero limitato di dati soggettivi, la loro accuratezza nel prevedere la QoE potrebbe essere bassa rispetto alla valutazione fatta da un insieme di persone.
Le metriche di tipo QoE vengono tipicamente misurate dai dispositivi finali e possono essere viste concettualmente come la qualità che rimane a valle della distorsione introdotta durante la preparazione del contenuto ed il suo trasporto attraverso la rete, fino a raggiungere il decoder sul dispositivo finale. La fase di preparazione del media ed il suo trasporto richiedono numerose fasi di trasformazione dei dati, ognuna delle quali puo' introdurre un certo grado di distorsione. Ciò causa il degrado del contenuto e diversi elementi di questa catena possono essere considerati "rilevanti ai fini della QoE" dei servizi offerti. Le cause del degrado della QoE sono applicabili a qualsiasi servizio multimediale, e non sono esclusivo appannaggio degli scenari che fanno uso di video o parlato. Gli elementi della catena di preparazione e trasporto che tipicamente introducono degradazioni nei media si trovano nel sistema di codifica ( degradazione da compressione ), nella rete di trasporto, nella rete di accesso (si pensi ad esempio alla perdita di pacchetti o al ritardo dei pacchetti), nella rete domestica (ad esempio a causa delle prestazioni del WiFi ) e nel dispositivo finale (ad es. le prestazioni di decodifica).

## Gestione della QoE
Sono state proposte diverse soluzioni per la gestione della rete e della larghezza di banda incentrate sulla QoE, il cui scopo è proprio volto a migliorare la QoE fornita agli utenti finali.
L'attività di gestione di una rete può essere fatta tenendo conto dell'equità della QoE al fine di garantire ai propri utenti un livello che li renda sufficientemente soddisfatti (ossia un'alta QoE) in modo equo. Dal punto di vista della QoE, le risorse di rete ed i servizi multimediali dovrebbero essere gestiti in modo da garantire specifici livelli di QoE invece dei classici parametri legati alla QoS, che non sono in grado di riflettere l'effettiva QoE fornita. Una gestione esclusivamente basata sulla QoE è messa alla prova dalla natura stessa di Internet, poiché i protocolli e l'architettura della rete Internet non sono stati progettati in origine per supportare le esigenze dei servizi multimediali complessi di cui oggi facciamo uso.
A titolo di esempio, un'implementazione della gestione di rete basata sulla QoE potrebbe prevedere che i nodi di rete abbiano consapevolezza della QoE, stimando lo stato del servizio multimediale così come viene percepito dagli utenti finali. Queste informazioni potrebbero essere utilizzate per migliorare il servizio multimediale fornito attraverso la rete e migliorare quindi in modo proattivo la QoE degli utenti.
Tutto ciò può essere ottenuto, ad esempio, utilizzando il traffic shaping. La gestione della QoE offre al fornitore di servizi e all'operatore di rete la capacità di ridurre al minimo le risorse di archiviazione e di rete allocando solo le risorse necessarie a mantenere uno specifico livello di soddisfazione dell'utente.
Poiché tale approccio può comportare una limitazione delle risorse per alcuni utenti o servizi, al fine di aumentare le prestazioni complessive della rete e della QoE fornita, il suo utilizzo richiede che vengano prese in considerazione le normative sulla neutralità della rete.